# Bland (Missouri)
Bland è un comune degli Stati Uniti d'America, situato nello Stato del Missouri, diviso tra la contea di Gasconade e la contea di Osage.